# Robin Frijns
Robin Frijns, född 7 augusti 1991 i Maastricht, är en nederländsk professionell racerförare och fabriksförare för Audi Sport i bland annat DTM.
Frijns blev mästare i Formula Renault 3.5 Series 2012, och blev då den första att vinna serien i sin debutsäsong sedan Robert Kubica 2005.

## Racingkarriär
Frijns började sin karriär med karting i Belgien och Frankrike År 2008 slutade han trea i det europeiska KF2-mästerskapet och tvåa i det franska mästerskapet. 
2008 körde han Formula BMW Europe med Josef Kaufmann Racing, där han slutade på tredje plats med en seger och sex pallplatser. Frijns vann mästerskapet året efter, då han tog sex segrar och tretton pallplatser.
Under 2011 körde han Formula Renault 2.0 Eurocup, även det med Josef Kaufmann Racing. Han tog nio pallplaceringar, varav fem segrar, vilket gjorde att han vann mästerskapet under sin första säsong.
2012 klev han upp till Formula Renault 3.5 Series med Fortec Motorsports. Även här vann han mästerskapet på första försöket, tätt följd av Jules Bianchi.
Efter sin titel i Formel Renault 3.5, blev han anställd som testförare för Sauber 2013. Under 2014 var han testförare för Caterham.